# Quasiteilchen
Unter einem Quasiteilchen versteht man eine Anregung eines Vielteilchensystems, die eine Energie-Impuls-Beziehung (Dispersionsrelation) wie ein Teilchen aufweist. Bei einem Quasiteilchen handelt es sich meist um einen kollektiven Zustand vieler Teilchen, eine elementare Anregung oder manchmal auch um den gebundenen Zustand eines Teilchenpaars. Charakteristisch für Quasiteilchen ist jedoch, dass sie außerhalb ihres Vielteilchensystems nicht auftreten können.
Ein bekanntes Beispiel sind die Defektelektronen („Löcher“) in einem Halbleiter, in dem sich die negativ geladenen Valenzelektronen kollektiv so in eine Richtung bewegen, als würde sich ein positiv geladenes Teilchen in die entgegengesetzte Richtung bewegen. Andere Beispiele sind Phononen, Magnonen, Cooper-Paare und Exzitonen.
Der Begriff Quasiteilchen geht auf Lew Dawidowitsch Landau zurück. Er entwickelte eine Theorie über die Wechselwirkung zwischen Leitungselektronen in einem Metall (die Theorie der Fermi-Flüssigkeit). Die Grundidee besteht darin, die Wechselwirkung eines Leitungselektrons mit seiner Umgebung dadurch zu beschreiben, dass man das Elektron um diese Wechselwirkung „erweitert“. Dieses erweiterte Teilchen nannte er Quasielektron, da es in der Theorie (in erster Näherung) wie ein freies Elektron behandelt werden kann.

## Eigenschaften
Den Quasiteilchen können Eigenschaften normaler Teilchen wie Masse, Impuls, Energie, Wellenlänge und Spin zugeschrieben werden, wie beispielsweise die effektive Masse für ein Leitungselektron mit Wechselwirkung mit den anderen Elektronen (Quasielektron) statt der tatsächlichen Masse eines Elektrons. Um auszudrücken, dass es sich dabei um Eigenschaften eines Quasiteilchens handelt, spricht man auch von Quasi-Masse etc.
Quasiteilchen verhalten sich wie normale Teilchen und können somit aneinander streuen und Impuls und Energie austauschen. Sie können auch erzeugt und vernichtet werden, für Quasiteilchen gilt also keine Erhaltung der Teilchenzahl. Anders formuliert: Das chemische Potential für Quasiteilchen verschwindet: {\displaystyle \mu =0}. Auch für Photonen gilt keine Teilchenzahlerhaltung, jedoch ist der entscheidende Unterschied zu Quasiteilchen der, dass letztere außerhalb eines Viel-Teilchen-Systems nicht existieren können. Photonen können jedoch in Wechselwirkung mit Materie Quasiteilchen, wie z. B. Polaritone, erzeugen.
Systeme aus Quasiteilchen (Phononengas etc.) lassen sich nicht klassisch beschreiben. Der klassische Grenzfall {\displaystyle z=e^{\beta \mu }\ll 1} ist in solchen Systemen unmöglich, da wegen {\displaystyle \mu =0} für die Fugazität immer {\displaystyle z=1} gilt.
Quasiteilchen, die einen ganzzahligen bzw. halbzahligen Spin besitzen, verhalten sich entsprechend wie Bosonen bzw. Fermionen und gehorchen dementsprechend der Bose-Einstein- bzw. der Fermi-Dirac-Statistik.
Manchmal besitzen die Quasiteilchen ein diskretes Energiespektrum, und der Festkörper kann bestimmte Energiebeträge deutlich besser absorbieren oder emittieren als andere.

## Beispiel
Sieht man einen Kristall als ein System aus Atomen an, die durch elastische Kräfte aneinander gebunden sind, so kann die Wechselwirkung der Atomrümpfe untereinander durch ein elastisches Feld beschrieben werden. Die Quasiteilchen dieses Feldes nennt man Phononen. Sie sind ebene elastische Wellen im Festkörper. Die Phononen entsprechen den Eigenzuständen eines harmonischen Oszillators im Ein-Teilchen-Fall.
Strahlt man eine elektromagnetische Welle in einen Kristall ein, so findet hauptsächlich elastische Streuung statt, der Betrag des Wellenvektors ändert sich dabei nicht. Die Welle kann aber auch unter gleichzeitiger Erzeugung oder Vernichtung eines Phonons gestreut werden. Dabei ändert sich der Betrag des Wellenvektors des Lichts. Diesen Vorgang bezeichnet man als Raman-Streuung. Aus der Änderung des Wellenvektors kann man den Wellenvektor des Phonons bestimmen und daraus die Bindungsenergien zwischen den Atomen des Kristalls berechnen.

## Liste von Quasiteilchen
Bosonen
- Exzitonen: neutrale Teilchen, zusammengesetzt aus beispielsweise einem Elektron und einem Defektelektron, die mit dem dielektrischen Polarisationsfeld verknüpft sind.

- Magnonen: Elektronenspins, die durch die Austauschwechselwirkung miteinander gekoppelt sind.
- Phononen: elastische Wellen in Kristallen.
- Plasmonen: kollektive Schwankungen der Ladungsträgerdichte in Metallen und Halbleitern.
- Polaritonen: Wechselwirkung zwischen einem Photon und einem Quasiteilchen. Beispiele sind Magnon-Polaritonen.[1]

Fermionen
- Quasielektron: Ein Leitungselektron in einem Metall, mit der üblichen negativen Ladung.
- Defektelektron oder „Loch“: Ein „fehlendes“ Elektron in der Halbleiterphysik, positiv geladen.
- Polaronen: geladene Teilchen, die mit dem dielektrischen Polarisationsfeld verknüpft sind.

Weitere
- Amplitudon: Elementaranregung der Amplitude einer inkommensuraten Überstruktur eines Festkörpers oder einer Festkörperoberfläche.
- Anyonen (zweidimensionale Quasiteilchen, an Oberflächen bzw. Grenzschichten gebunden)
- Cooper-Paare: 2 gekoppelte Elektronen in der BCS-Theorie der Supraleitung.
- Dropleton[2]
- Holon
- Orbiton
- Phason: Elementaranregung der Phase einer inkommensuraten Überstruktur eines Festkörpers oder einer Festkörperoberfläche.

- Rotonen: Anregungen in suprafluidem 4He.
- Spinon
- Trionen
- Skyrmionen
- quasi-freie magnetische Monopole als Quasiteilchen